# Гнатишак Микола Леонтійович
Мико́ла Лео́нтійович Гна́тишак (5 грудня 1902, Перемишль, Австро-Угорщина — 8 листопада 1940, Лібштадт) — український теоретик та історик літератури, літературний критик, журналіст.

## Життєпис
Народився 5 грудня 1902 року в місті Перемишлі в родині викладача гімназії. Походження роду мав із Самбора. Середні школи закінчив у Бродах та Станіславі. Учасник визвольних-змагань. Мобілізований в армію УГА, де перейшов річку Збруч після «трикутника смерті». Працював в радянській Україні. У 1921 році повертається до Галичини. Батько залишився в УСРР та репресований, зумів втекти та померти у 1933 році. Вищу освіту здобував у Празі. Закінчує Карлів університет, де в 1927 році здобуває науковий ступінь доктора філософії і літературознавства. Мешкає у Берліні, й працює на посаді асистента Українського наукового інституту. Публікується в славістичному щорічнику.
З 1930 року стає членом Українського історично-філологічного товариства.
У 1931 році переїжджає до Львова. Працює як у науковій так і у літературно-критичний частині. Викладає у Львівській греко-католицькій духовній семінарії, працює в католицькому журналі «Дзвони», тижневика «Мета», часописів «Рідна мова» та «Наша культура», де пише статі та рецензії. Як і у Варшаві під редакцією Івана Огієнка.
Після захоплення Львова радянськими військами виїжджає з родиною у Чехословаччину в Прагу. Отримує запрошення на посаду лектора Віденського університету. Захворів на онкологію. Працю свого життя «Історія української літератури» дописав лише в першій книжці під диктування матері. Опублікована у 1941 році в Празі.
Помер 8 листопада 1940 року в лікарні міста Лібштадт недалеко від Дрездена, де й похований.

## Науковий доробок
Автор праць «Нова українська лірика в Галичині» (1934), «Українська романтична баляда» (1936), «Історія української літератури» (І, 1941).
Окремі роботи:
- Гнатишак М. Історія української літератури. — Прага: Видавництво Юрія Тищенка, 1941. — Кн. 1. — 132 с.
- Гнатишак М. Література і суспільне життя // Дзвони. — 1937. — № 11-12. — С. 77-82.
- Гнатишак М. Нова українська лірика в Галичині на тлі західньоєвропейської поезії // Дзвони. — 1934. — Ч. 6-7. — С. 307—321.